# Olivera Despina
Maria Olivera Lazarević, (in serbo Деспина Оливера Лазаревић?, anche nota come Despina Hatun) (Kruševac, 1372 – 1444), è stata una principessa serba, figlia minore di Lazar di Serbia e della principessa Milica e una delle mogli del sultano ottomano Bayezid I.

## Biografia
Olivera Despina Hatun era la figlia più giovane di Lazar di Serbia e della principessa Milica. Sua madre era un discendente del Gran Principe (Veliki Župan) Stefano Nemanja, il fondatore della dinastia dei Nemanjić e cugina dell'imperatore Stefano Uroš IV Dušan. Olivera aveva quattro sorelle più grandi, Mara (madre di Đurađ Branković), Dragana, Teodora, e Jelena (madre di Balša III, l'ultimo sovrano di Zeta) e due fratelli, Stefan e Vuk.

## Matrimonio
Dopo la battaglia del Kosovo nel 1389, Olivera fu inviata all'harem del sultano Bayezid I, dove divenne la sua seconda moglie legale e vi rimase per i successivi dodici anni. Nonostante il suo matrimonio, non si convertì mai all'Islam. Aveva una grande influenza sul sultano, contribuendo ad aiutare la sua gente, il suo paese e la sua famiglia a sopravvivere durante i tempi turbolenti. Per questo motivo, era estremamente impopolare fra gli ottomani: era accusata di aver corrotto il sultano e di aver introdotto a corte i vizi bizantini, in particolare l'uso dell'alcool. Olivera e Bayezid ebbero due figlie: Öruz Hatun e Paşa Melek Hatun. Nella battaglia di Ankara il 20 luglio 1402, Tamerlano sconfisse l'esercito ottomano ed Olivera e Bayezid furono catturati. Particolarmente diffusa è la storia secondo cui Olivera fu denudata e costretta a ballare per Tamerlano e i suoi ospiti, prima di servire loro da bere, il tutto sotto gli occhi del marito. La donna venne rilasciata nel 1403, dopo la morte del marito in prigionia.

## Morte
Trascorse il resto della sua vita alla corte di suo fratello Stefan a Belgrado o alla corte di sua sorella Jelena a Castelnuovo. Morì nel 1444.

## Discendenza
Da Bayezid I, ebbe due figlie:
- Öruz Hatun. Nel 1403 sposò Abu Bakr Mirza, figlio di Mirza Celaleddin Miranşah e nipote di Tamerlano, da cui ebbe almeno una figlia, Ayşe Hatun.
- Paşa Melek Hatun. Nel 1403 sposò Şemseddin Mehmed, figlio di Emîr Celaluddîn İslâm, comandante militare di Tamerlano, e fu inviata a vivere a Samarcanda.